# Farqua
Farqua is een monotypisch geslacht van spinnen uit de  familie van de Oonopidae (dwergcelspinnen).

## Soort
- Farqua quadrimaculata Saaristo, 2001